# Neogale macrodon
Neogale macrodon là một loài động vật có vú trong họ Chồn, bộ Ăn thịt. Loài này được Prentis mô tả năm 1903.
Loài này có mối quan hệ gần gũi với chồn nâu châu Mỹ (Neovison vison), với cuộc tranh luận về việc có hay không loài chồn nâu biển nên được coi là một phân loài của chồn nâu Mỹ (làm cho nó là Neovison vison macrodon) hoặc một loài riêng biệt. Các biện minh chính cho một loài riêng biệt chỉ định là sự khác biệt kích thước giữa hai loài chồn nâu, nhưng phân biệt khác đã được thực hiện, chẳng hạn như lông đỏ của nó. Những di chỉ duy nhất còn lại là những mảnh vỡ được khai quật trong các lớp vỏ bọc của người Mỹ bản địa. Kích thước thực tế của nó là suy đoán, dựa chủ yếu vào răng vẫn còn.
Neogale macrodon lần đầu tiên được miêu tả năm 1903 sau khi nó bị tuyệt chủng; thông tin liên quan đến ngoại hình và thói quen bên ngoài xuất phát từ sự suy đoán và từ các ghi chép của các thương nhân lông thú và người Mỹ bản địa. Nó có thể có hành vi tương tự như chồn nâu Mỹ, vì nó có thể duy trì dãy nhà, đa giác, và có chế độ ăn uống tương tự, mặc dù có hướng biển hơn. Nó có thể được tìm thấy trên bờ biển New England và các tỉnh Maritime, mặc dù phạm vi của nó có thể đã kéo dài về phía Nam trong thời kỳ băng hà cuối. Ngược lại, phạm vi của nó có thể bị hạn chế chỉ đối với bờ biển New England, đặc biệt là Vịnh Maine, hoặc chỉ để các hòn đảo gần đó. Là loài chồn nâu lớn nhất, loài chồn biển được những người buôn bán lông thú ưa chuộng và đã tuyệt chủng vào cuối thế kỷ 19 hoặc đầu thế kỷ 20.